# Grube Amalienhöhe
Die Grube Amalienhöhe (auch Grube Dr. Geier) liegt oberhalb von Waldalgesheim bei Bingen am Rande des Hunsrücks. Das denkmalgeschützte ehemalige Mangan- und Dolomitbergwerk ist durch seine Architektur einzigartig unter den Industriedenkmälern Deutschlands. Seit 2002 ist die Grube Amalienhöhe Teil des UNESCO-Welterbes Oberes Mittelrheintal.

## Geschichte

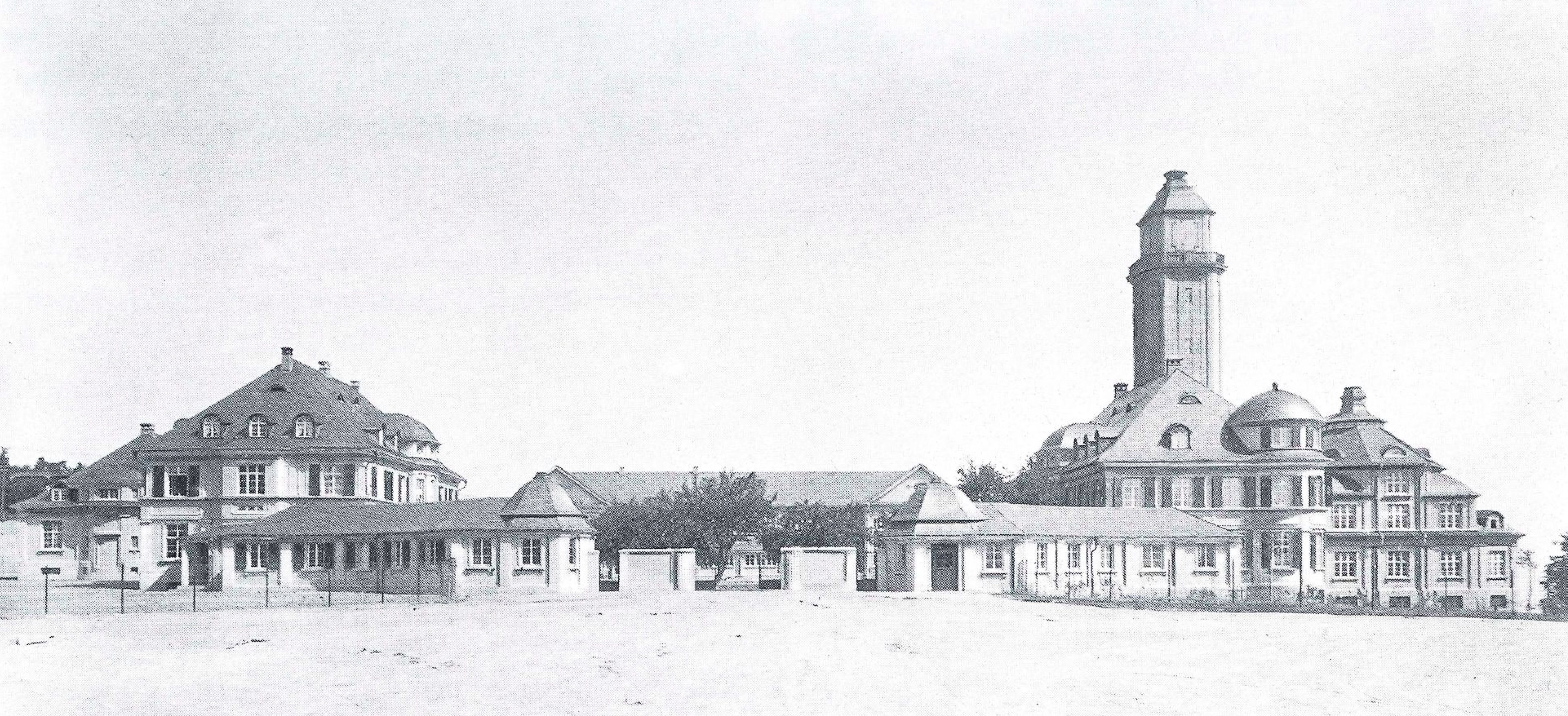
Gesamtanlage der Grube

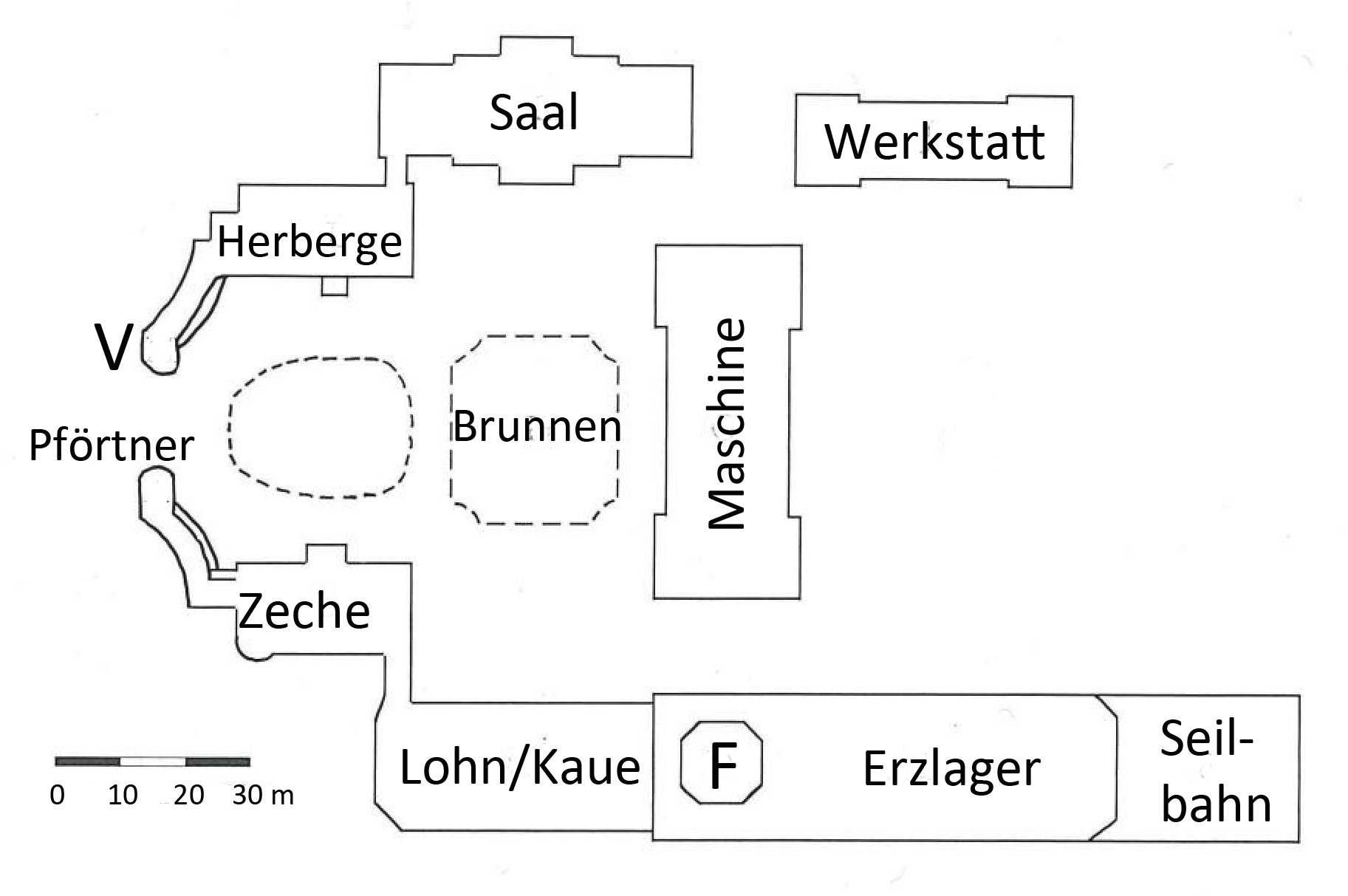
Grundriss Tagesanlagen (F:Förderturm)

Im Jahr 1885 begann der Mainzer Heinrich Claudius Geier im neu erschlossenen Grubenfeld Amalienhöhe Suchschächte abzuteufen und stieß in einer Tiefe von 18 m auf eine Erzlagerstätte. Die Erzgewinnung erfolgte ab 1887 zunächst im Pfeilerbau-, später im Schachtbauverfahren. Manganerz wurde als Zuschlagstoff bei der Stahlveredelung gebraucht. Nach dem Tod Geiers am 22. Januar 1898 wurde das Familienunternehmen 1904 durch die Erben in die in 1000 Kuxe eingeteilte Gewerkschaft Braunsteinbergwerke Doktor Geier umgewandelt. Im Jahr 1911 konnte unter der Leitung des Geologen Ernst Esch die benachbarte Grube Elisenhöhe der Gebrüder Wandesleben sowie deren gesamter Grubenfelderbesitz erworben werden. 1912 wurde eine 7,6 km lange Seilbahn mit einer Leistung von bis zu 60 Tonnen pro Stunde zu einer Verladestation am Rhein bei Trechtingshausen gebaut. 1913 überstieg die Förderung erstmals die 100.000-Tonnen-Grenze. Der bereits seit 1899 geplante Rheinstollen, dessen Mundloch nördlich von Bingerbrück in der Nähe des Rheinufers liegt, wurde 1914 angesetzt und diente neben der gemeinsamen Wasserhaltung beider Gruben der Erschließung weiterer Erzlager in größerer Teufe.
Zu Beginn des Ersten Weltkrieges 1914 wurden die Gruben zunächst stillgelegt, die Grube Amalienhöhe konnte jedoch bereits im Oktober des Jahres wieder in Betrieb genommen werden, die Grube Elisenhöhe folgte 1915. Ab dieser Zeit kamen russische Kriegsgefangene zum Arbeitseinsatz. Da das Deutsche Reich im Ersten Weltkrieg von ausländischen Bezugsquellen abgeschnitten war und sich die Nachfrage nach Manganerzen für die Stahlgewinnung stark erhöhte, ergab sich die Chance für einen weiteren Ausbau. So entstand ab 1916 auf dem Stöckert die neue Grube Dr. Geier, an deren Baukosten sich das Reich zur Hälfte beteiligte. Im Jahr 1917 wurde mit ca. 240.000 Tonnen die höchste Menge Manganerz der Firmengeschichte gefördert.
Mit der Übernahme von 673 Kuxen durch die Mannesmannröhren-Werke 1918 erlangte diese beherrschenden Einfluss auf das Unternehmen. 287 Kuxe waren zu dieser Zeit im Besitz der Friedrich Krupp AG, 40 Kuxe hielt ein Baron de Curel. 1927 konnte die Gewerkschaft die Krupp-Anteile erwerben, im Jahr darauf die des Barons de Curel und wurde damit zu einer hundertprozentigen Tochtergesellschaft der Mannesmannröhren-Werke.
Die Jahre nach dem Ersten Weltkrieg zeichneten sich immer wieder durch Absatzschwierigkeiten und zeitweiligen Stilllegungen aus, erst 1936 konnte die 100.000-Tonnen-Grenze erstmals wieder überschritten werden.
Im April 1938 verlegte das Oberbergamt Bonn den Sicherheitspfeiler, der zum Schutz der Gemeinde Waldalgesheim festgelegt worden war, weiter nach Süden um das innerhalb des Pfeilers anstehende Erz abbauen zu können. Vorausgegangen war eine dahingehende Forderung durch Hermann Göring, der als Beauftragter für den Vierjahresplan die Aufrüstung Deutschlands betrieb. 1941 erfolgte eine weitere Verlegung nach Süden. Mit einer Fördermenge von knapp 160.000 Tonnen wurde 1944 der höchste Stand seit dem Ersten Weltkrieg erreicht.
Zum 31. Dezember 1952 wurde die Gewerkschaft Dr. Geier aufgelöst und in die Gewerkschaft Mannesmann überführt.
Da sich bereits seit 1952 abzeichnete, dass keine weiteren nennenswerte Manganerzvorkommen aufgeschlossen werden konnten, wurden Überlegungen angestellt, die Förderung auf Dolomit umzustellen. Ein erster Liefervertrag wurde bereits 1954 mit der Hütten- und Bergwerke Rheinhausen AG der Firma Krupp geschlossen. Ab Januar 1959 wurde dann in der Grube vorwiegend Dolomit abgebaut. Mit rund 350.000 Tonnen Rohdolomitgewinnung im Jahr 1969 wurde die größte Fördermenge erreicht.
Als in den kommenden Jahren die großen Stahlwerke ihre Stahlerzeugung vom Siemens-Martin-Verfahren auf das LD-Verfahren umstellten, wurde für die Veredelung des Stahls kein Dolomit mehr benötigt. Infolge brach die Nachfrage nach Dolomit dramatisch ein und das Bergwerk musste 1971 schließen. Bis zur Schließung wurden 5,5 Millionen Tonnen Manganerz und 2,6 Millionen Tonnen Dolomit abgebaut.

## Gebäude

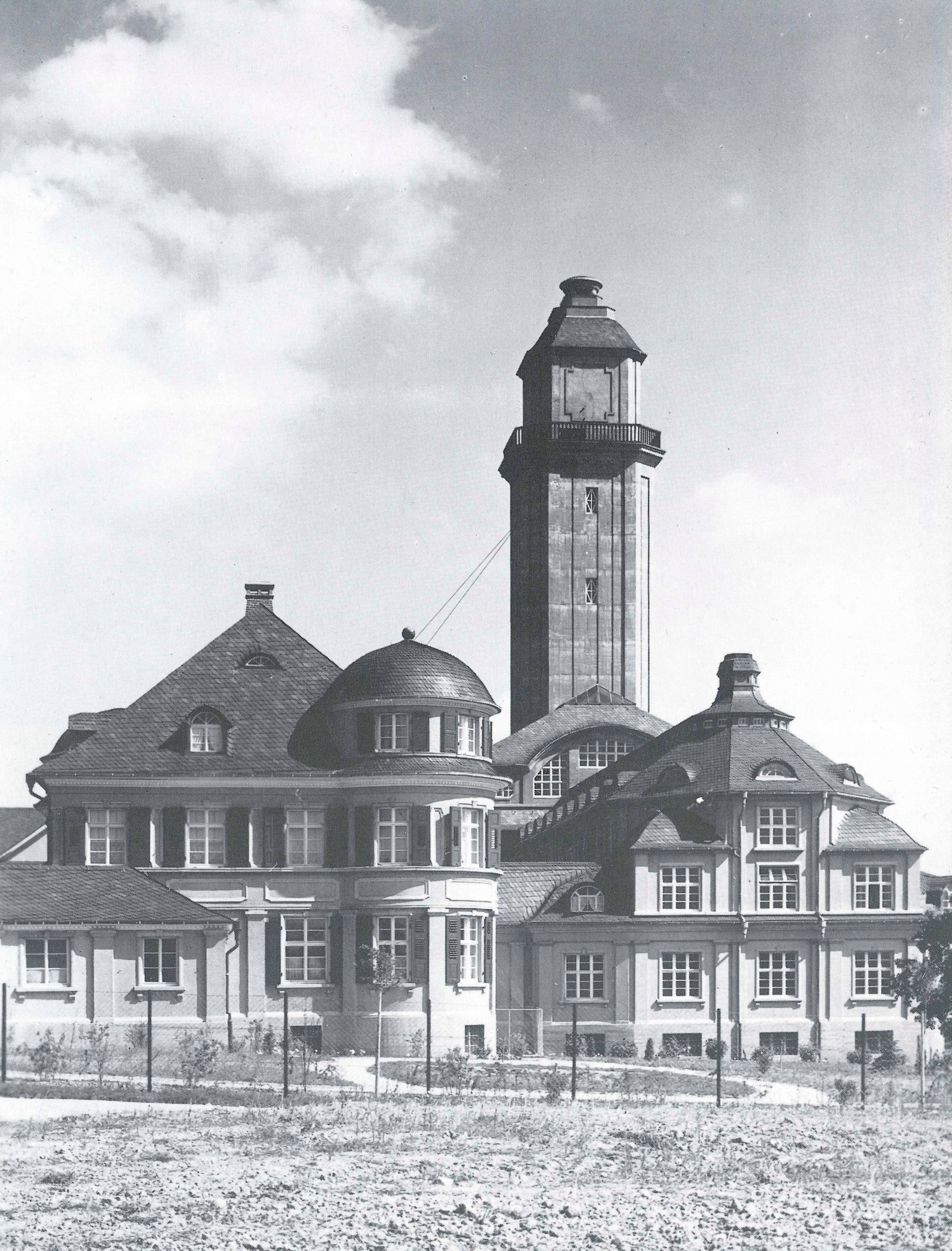
Zechenhaus und Förderturm 1920

Das Darmstädter Planungsbüro Markwort & Seibert, Bauingenieur Georg Markwort und Architekt Eugen Seibert, erstellte ab 1916 eine Planung im neobarocken Stil. Um eine Art Ehrenhof herum sind die Gebäude fast axialsymmetrisch angeordnet. Hinter dem Portal wird der Hof von zwei villenartigen Gebäuden flankiert. Das Zechenhaus links enthielt die Direktion und die Verwaltung, in der gegenüber liegenden Herberge waren Baubüro, Beamtenkasino und Wohnungen untergebracht. Etwas nach hinten versetzt folgt links der Saalbau. Er ist das aufwendigste Gebäude und beherbergte einen Speiseraum sowie einen Theater- und Vortragsraum. Auf der rechten Seite schließt sich das eigentliche Betriebsgebäude mit Magazin, Lohnhalle, Kaue, und Erzsilo mit Fördergerüst an. Der Hof wird begrenzt durch die querstehende Maschinenhalle, vor der eine als Kühlteich dienende oktogonale Brunnenanlage platziert ist. Dahinter folgt der Werkhof.
Kurze Zeit noch als Besucherbergwerk genutzt, verfällt die Bausubstanz der nicht mehr genutzten Gebäude heute langsam. Im Jahre 2003 vernichtete ein Großfeuer die ehemalige Fahrzeughalle. Da die neue Besitzergemeinschaft zerbrach, wurde bisher aus den versprochenen Sanierungsmaßnahmen nichts. Im Moment sind einzelne Gebäude an unterschiedliche Bewohner und Firmen vermietet. Im April 2012 wurden die Eindeckung des Förderturmes sowie die ihn abschließende Feuerschale entfernt, im Februar 2013 dann der Abriss des ganzen Turmes aus Sicherheitsgründen beschlossen, da er durch fortgeschrittenen Rostfraß auseinanderzubrechen droht. Die Abrissverfügung wurde unter der Maßgabe erteilt, dass der Eigentümer bis spätestens 2030 einen vergleichbaren Turm aufbauen muss. Nachdem Mitte Dezember 2013 der Wassertank und die komplette Dachkonstruktion vollständig abgebaut worden waren, drohte der Turm Anfang Januar 2014 auf die umliegenden Gebäude zu stürzen. Aus Sicherheitsgründen entschloss sich die mit dem Abriss beauftragte Firma kurzfristig den Turm umzureißen. Mit einem Stahlseil wurde das Stahlgerüst durch gezielten Druck zum Einsturz gebracht. Erzbunker und Maschinenhalle wurden dabei beschädigt, die umliegenden Wohnhäuser blieben unversehrt.

## Grubengebäude und Infrastruktur

### Stollen
Die Grube ist durch mindestens 5 Stollen mit der Oberfläche verbunden:
- Rheinstollen, erbaut ab März 1914, wegen Kriegsbeeinträchtigungen erst 1924 fertiggestellt, 3300 m lang, tiefster Wasserlösungsstollen und Förderstollen, von Grube Amalienhöhe zum Rhein (seit 1899 in Planung), dient heutzutage noch der Wasserlösung Lage

- Bingerlochstollen, erbaut 1894, 775 m lang, Wasserlösungsstollen und Förderstollen, von Grube Elisenhöhe zum Rhein (Lage)

- Unterer Geygerstollen, 350 m lang, ab 1916, benannt nach Gruben-Eigentümer Finanzrat a. D. Geyger, beendet 1922[5] Lage

- Oberer Geygerstollen, zunächst 850 m lang, ab 1916, benannt nach Gruben-Eigentümer Finanzrat a. D. Geyger, vorläufig beendet 1922, ab 1940 Aufwältigung vom Stollenmundloch am Schwarzkalkbruch und vom Schacht Heerberg aus[5] Lage

- Stollen (wasserlösend) Lage

### Schächte

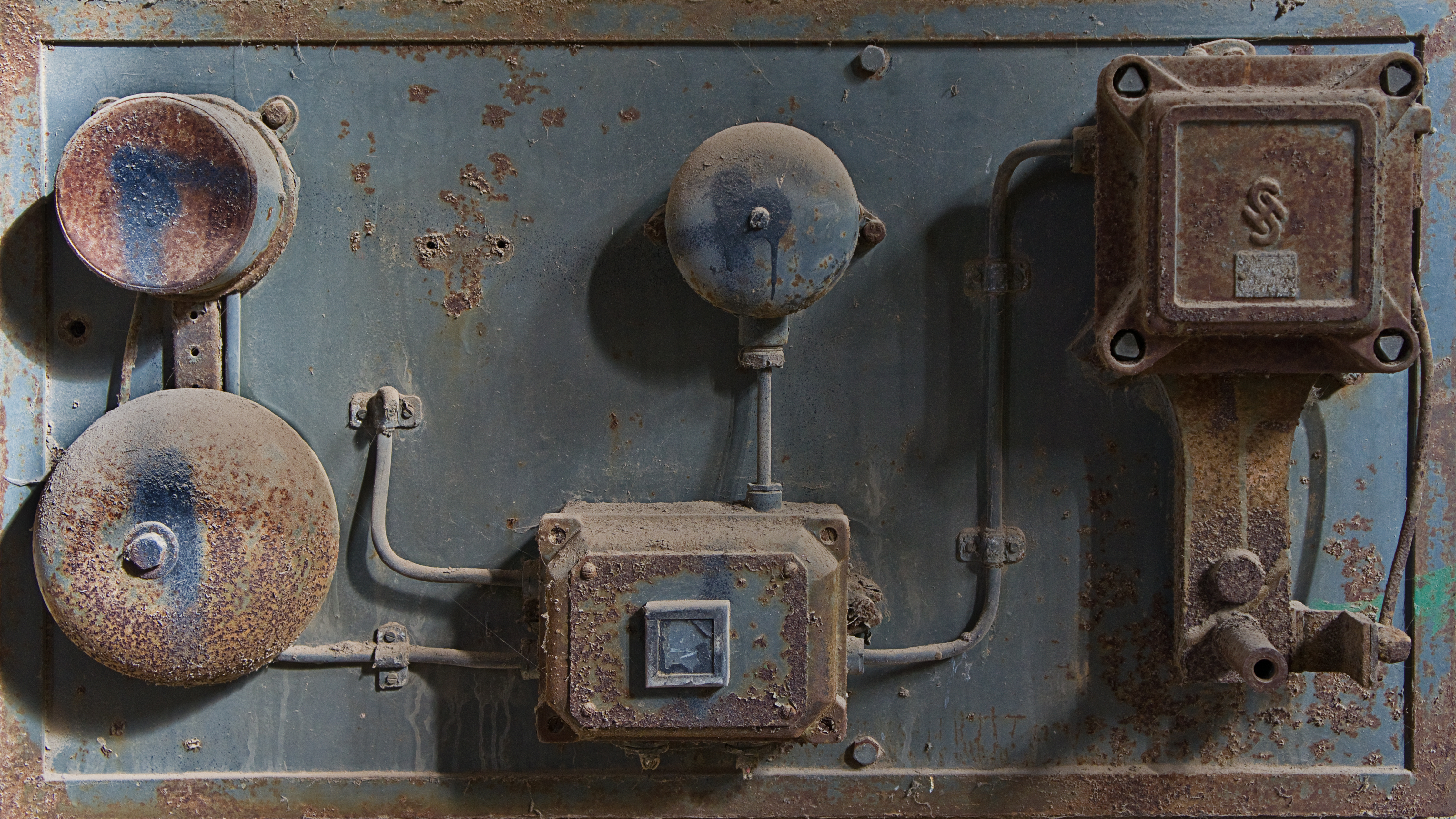
Schachtsignalanlage

Es existieren mindestens 10 Schächte:
- Straubenschacht (Hauptschacht Amalienhöhe), lichte Weite 5 m, begonnen 1917, erreicht 1925 eine Teufe von 211 m, 1929 erreicht er die Rheinsohle (Violettsohle) bei 267 m, im Juli 1929 erfolgt der Durchschlag zum Rheinstollen[6][7]Lage

- Schacht Weiler-West wird 1958 bis zur Teufe der Rheinsohle (267 m) niedergebracht Lage
- Hermann-Schacht, begonnen 1898, in der Nähe des Schachtes Weiler-West (zu Elisenhöhe)[8]
- Schacht Waldalgesheim, begonnen 1904[9] Lage
- Alter Schacht Amalienhöhe, erreicht 1889 62 m Teufe, Fahrt der Bergleute auf in den Sandstein geschlagenen Treppe[8]
- Neuer Schacht Amalienhöhe, begonnen 1890[8][10] Lage
- Schacht Heerberg[5] Lage

- Schacht Hey, bis zur Gelbsohle, begonnen 1929, liegt westlich von Waldalgesheim[11]

- Schürfschacht, 80 m Teufe, begonnen 1903, (heute Dittloff-Weiher, westlich von Weiler)

- Wetterschacht Kaes, 1924 in Betrieb genommen (reicht bis Gelbsohle)[12] Lage

### Sohlen
Ausgehend vom Straubenschacht gibt es 5 Sohlen, die ab 1914 den Spektralfarben entsprechend benannt wurden:
- Orangesohle
- Gelbsohle bei 115 m Teufe
- Grünsohle bei 134 m Teufe, Aufschluss ab 1934[13]
- Blausohle
- Violettsohle bei 267 m Teufe (= Rheinsohle)

### Infrastruktur

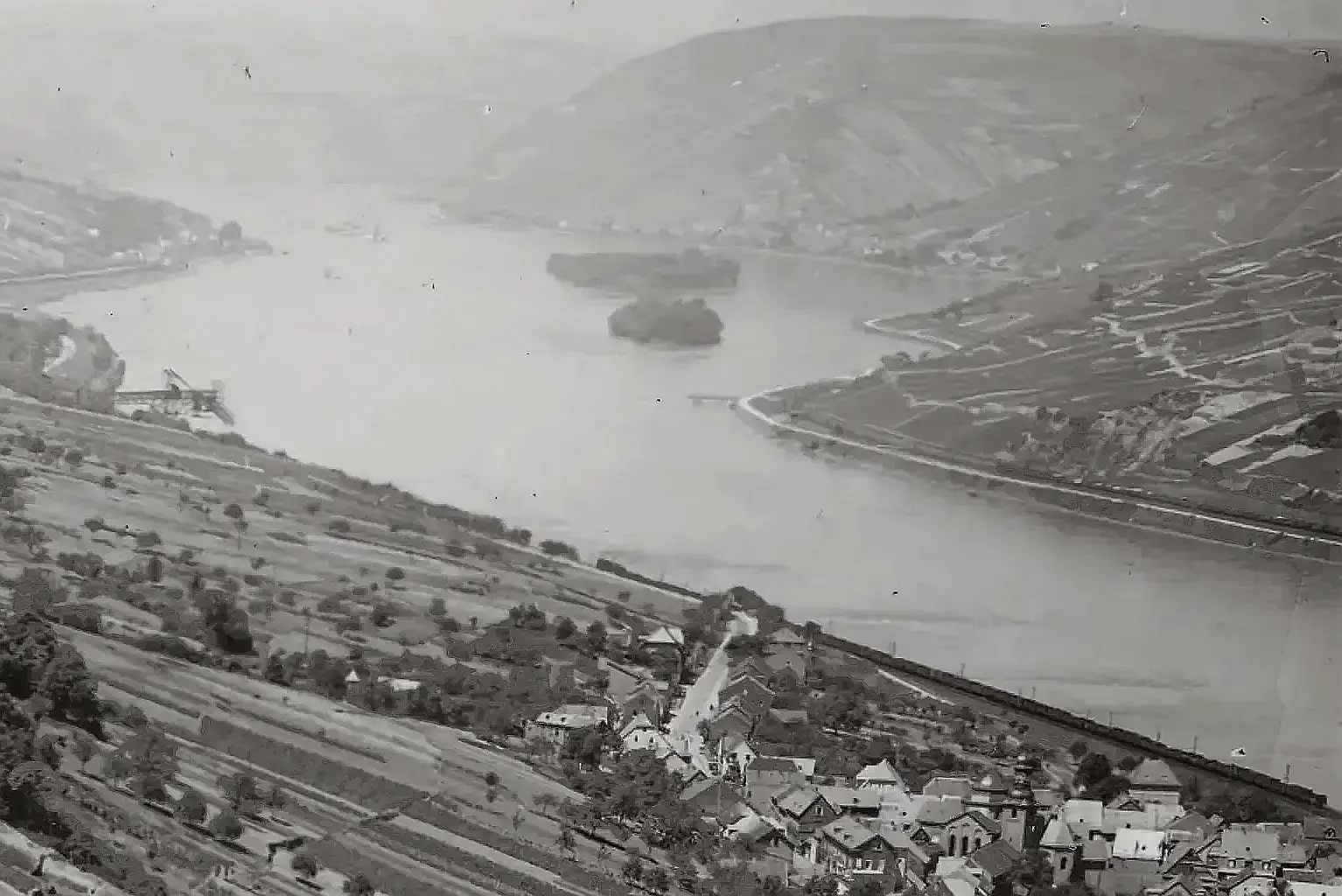
Links die Verladestation der 7,6 km langen Seilbahn nördlich von Trechtingshausen

- Seilbahnstation Elisenhöhe Lage,
- Winkelstation Seilbahn Lage
- Winkelstation am Erzbunker Amalienhöhe Lage
- Seilbahnende bei der Verladebrücke Lage

Drehrohrofen: Lage
Waschkaue Schacht Weiler West: Lage

### Abbauverfahren
1887 Pfeilerbau (aufwärts, mit Versatz)
1940er Querbruchbau
1952 teilweise (unterhalb Waldalgesheim zur Schonung des Baubestandes): Firstenstoßbau mit Bergeversatz
1958 Blockbau mit Rahmenzimmerung
1959 Dolomit-Gewinnung im Magazinbau

## Bergschäden und Auswirkungen auf Waldalgesheim

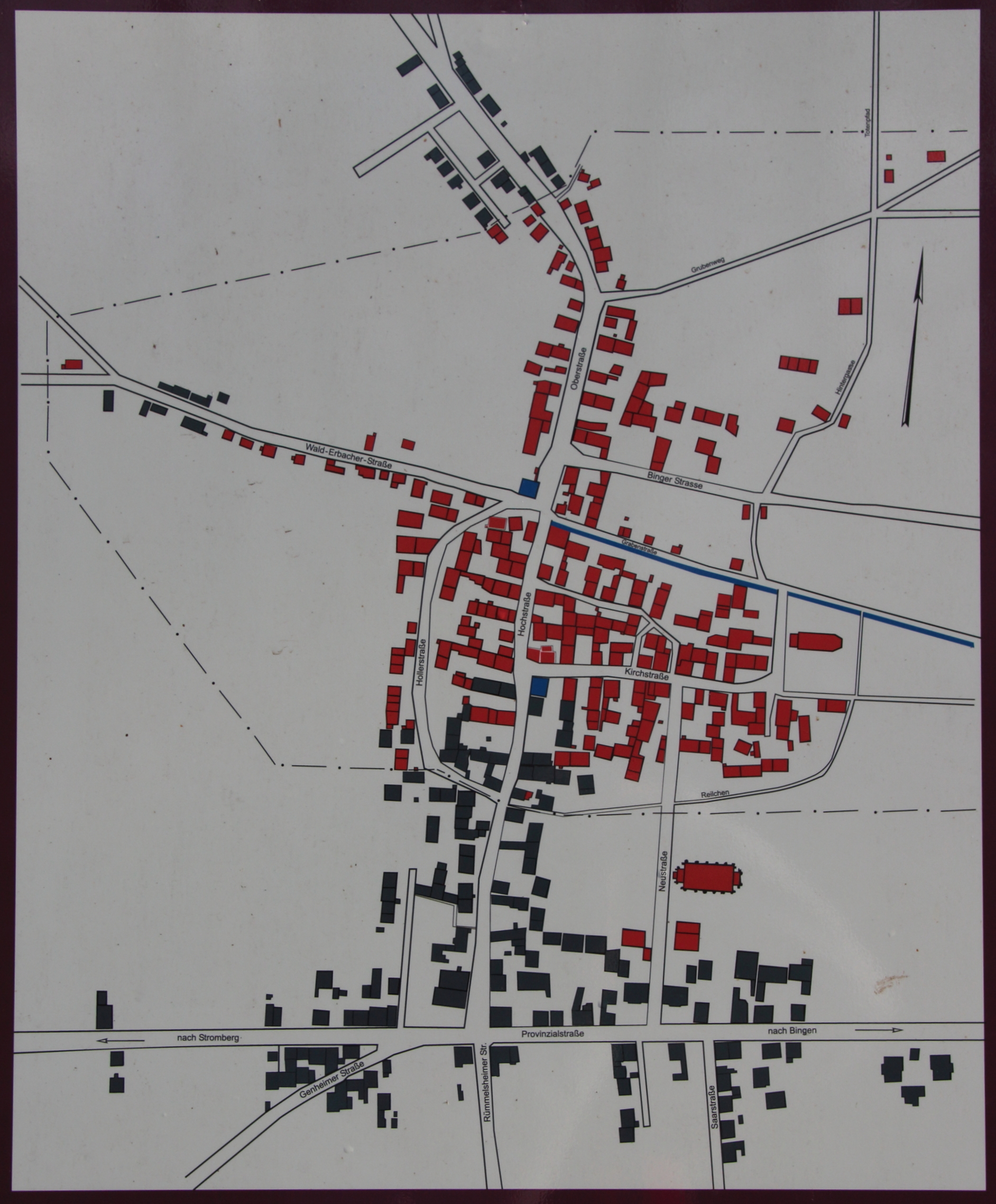
Rot markiert: Häuser, die infolge der Absenkungen ab 1908 abgebrochen werden mussten. Infotafel Waldalgesheim

Bereits ab dem Jahre 1908 wurden im alten Ortskern mehr und mehr Bergschäden offenbar. Es entstanden Brüche, die zu Absenkungen führten und sich nach und nach mit Wasser füllten. Zahlreiche Gebäude wurden im Lauf der Zeit beschädigt und mussten verlassen werden. Ganze Straßenzüge fielen dadurch den Erdsenkungen zum Opfer. Ab etwa 1910 wurden südlich des alten Ortskerns 124 Häuser neu gebaut. Die aufgegebenen Gebäude wurden abgerissen. Auch die beiden Kirchen mussten niedergelegt und an anderer Stelle neu gebaut werden.
Aufgrund der großen Nachfrage nach Manganerzen durch die Rüstungsindustrie war bereits im Dezember 1915 beim Oberbergamt Bonn die Verlegung des Sicherheitspfeilers beantragt worden, um dort weiteren Abbau zu ermöglichen. Die Gewerkschaft erhielt die Auflage, die dadurch gefährdeten Grundstücke aufzukaufen, jedoch weigerten sich die betroffenen Grundstückseigentümer zunächst. Unter dem Druck staatlicher und kirchlicher Institutionen sowie einer drohenden Enteignung kam es 1916 zu einer Einigung. Im Sommer 1916 wurde auf Kosten der Gewerkschaft mit dem Bau der ersten Ersatzhäuser begonnen, die Planung erfolgte wie bei der neuen Zechenanlage durch das Büro Markwort & Seibert. Bis 1920 wurden etwa 60 neue Gebäude errichtet.
2008 wurden mit Hilfe der Heimatfreunde Waldalgesheim die Kirchen-Grundmauern neben dem alten Friedhof wieder freigelegt. Heute findet der Spaziergänger an Stelle des früheren Ortskerns Bruchfeldteiche. Die Weiher im Bereich der Absenkungen wurden zum Naturschutzgebiet erklärt.

## Mineralien
Während der Betriebszeit des Bergwerkes wurden folgende Mineralien in den geförderten Erzen gefunden:
- Calcit
- Dolomit
- Epsomit
- Limonit
- Pyrolusit
- Rhodochrosit
- Romechit

## Galerie

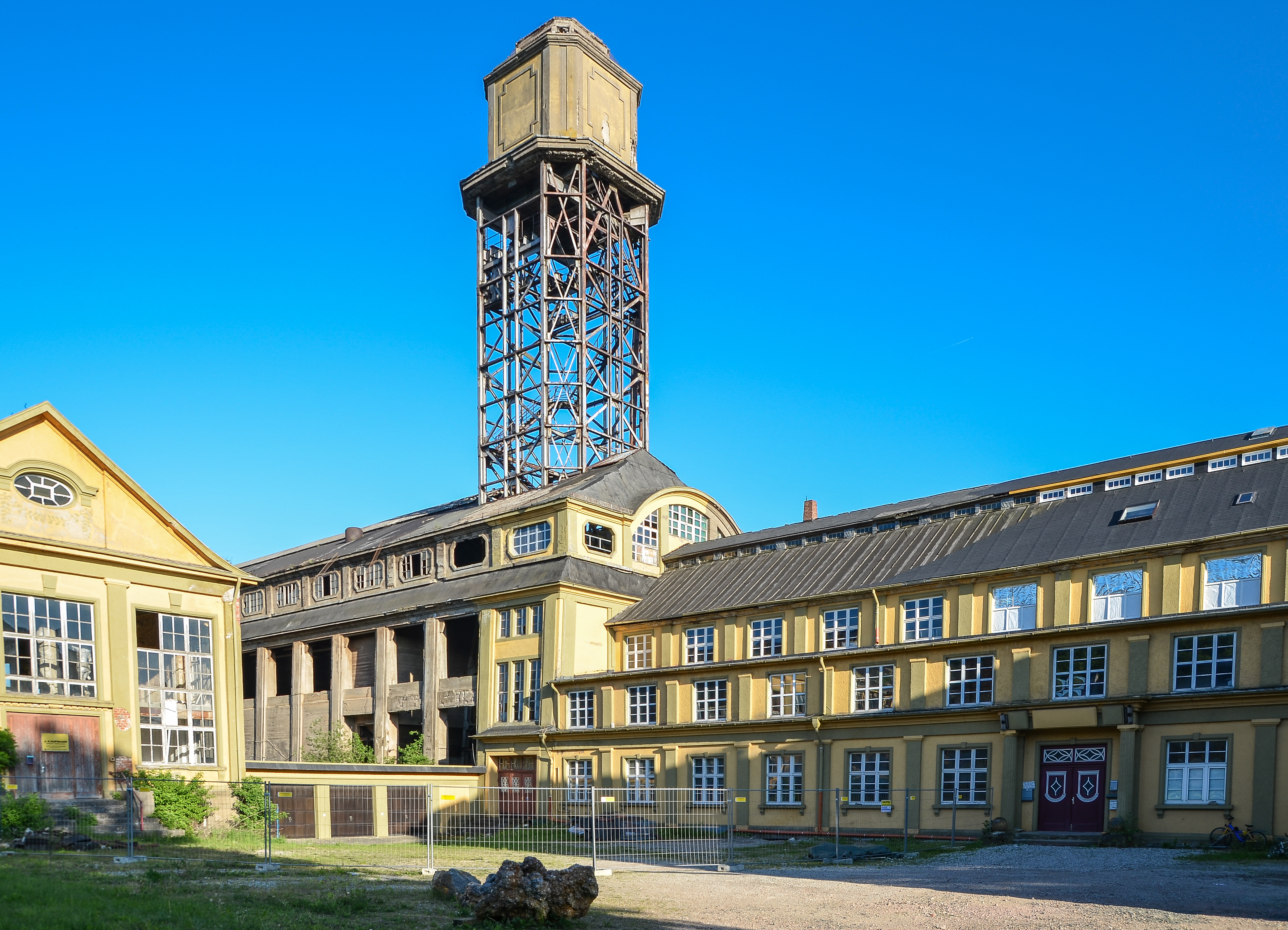
Maschinenhalle, Erzsilo, Förderturm, Waschkaue/Lohnhalle
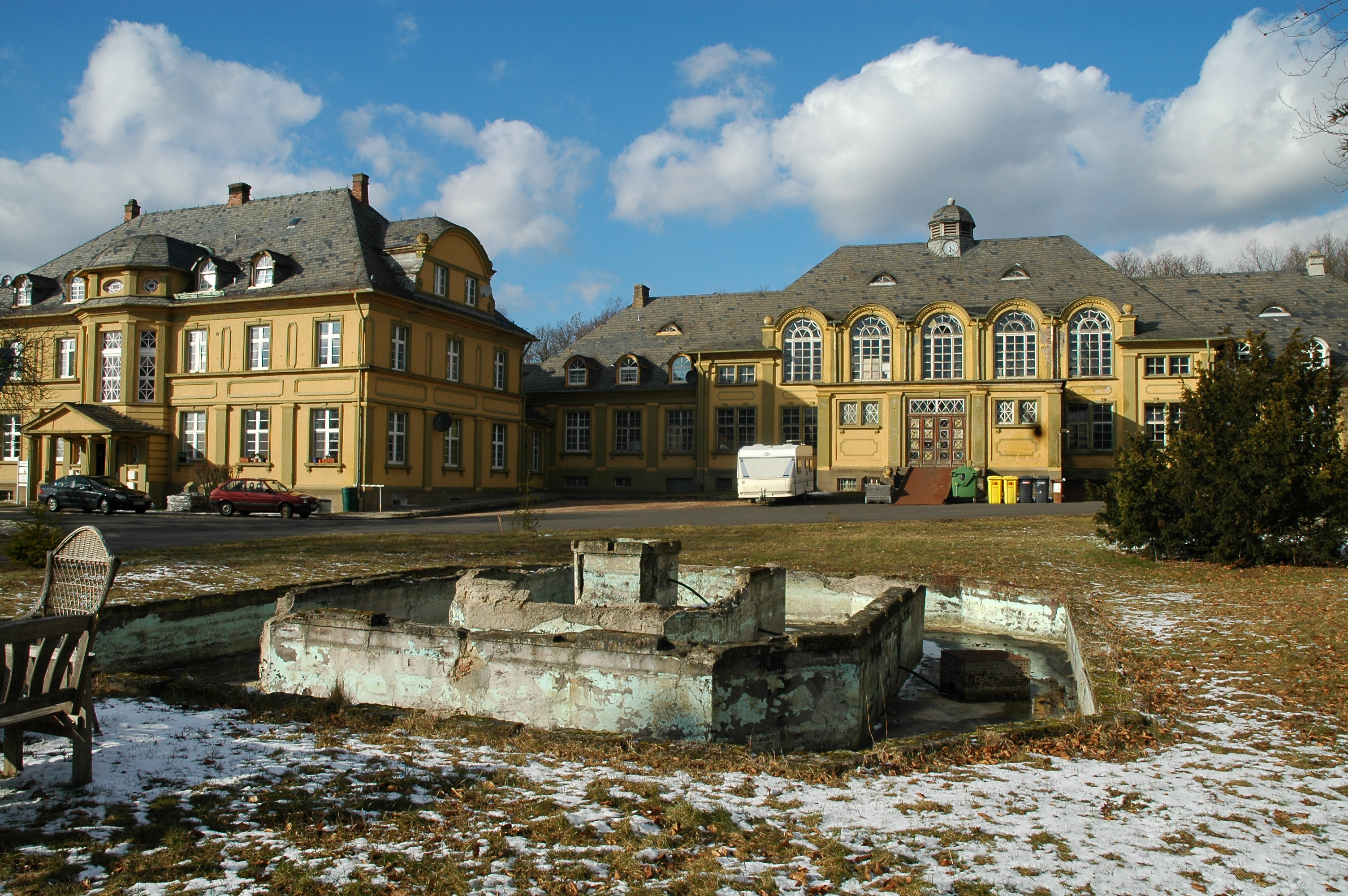
Herberge und Saalbau. Im Vordergrund Brunnenanlage
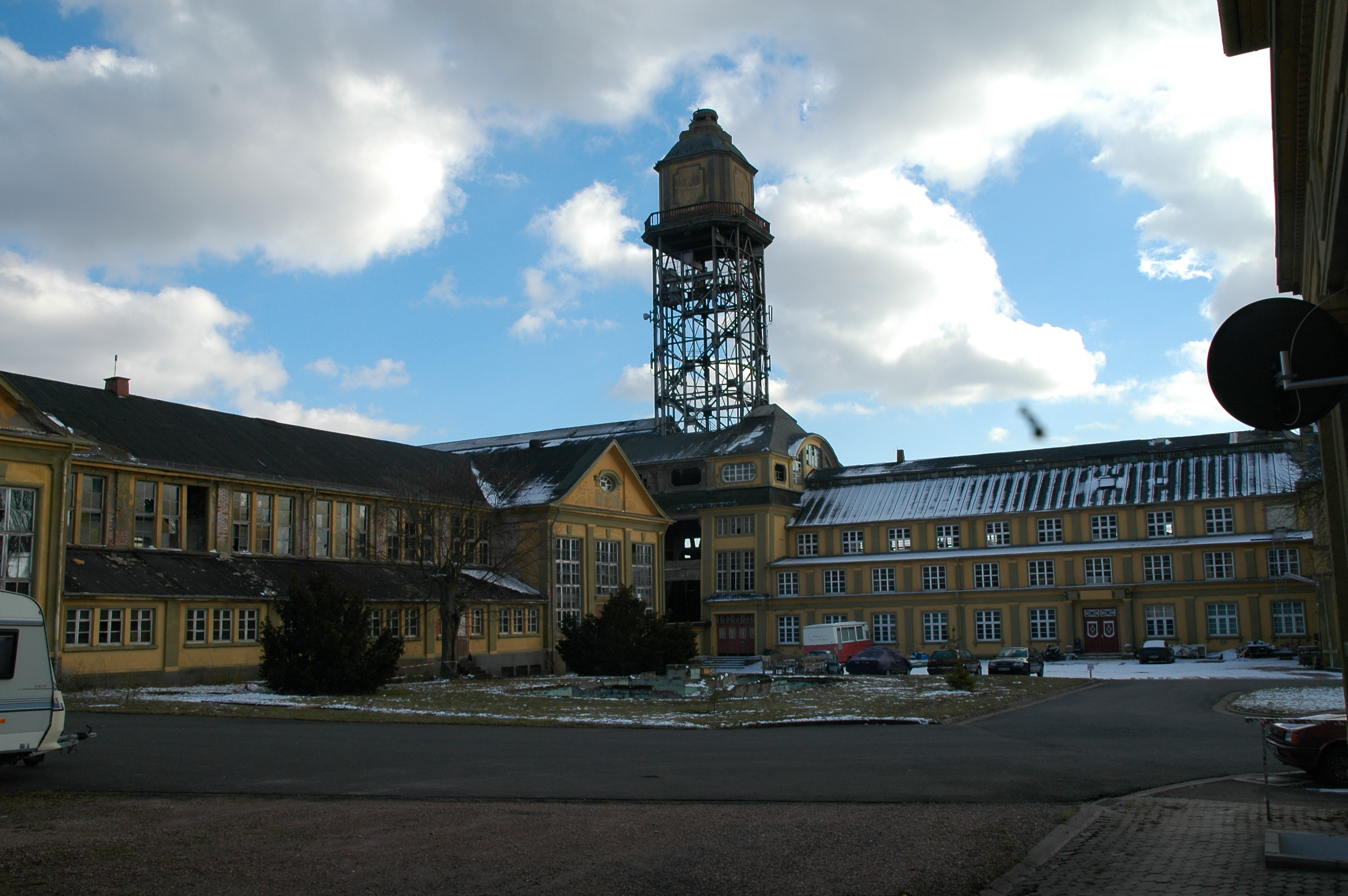
Maschinenhalle, Förderturm und Waschkaue/Lohnhalle
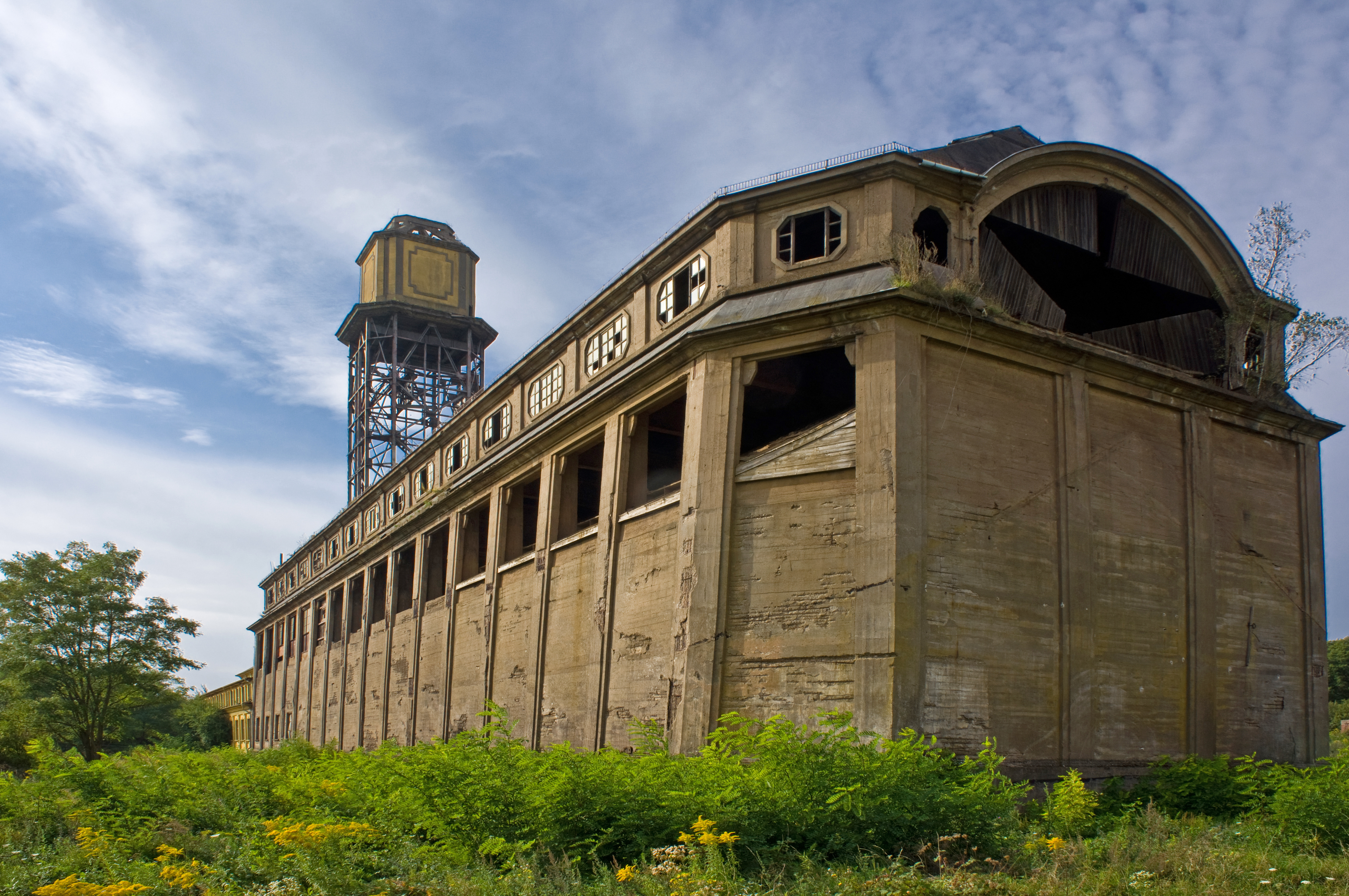
Erzsilo mit Förderturm
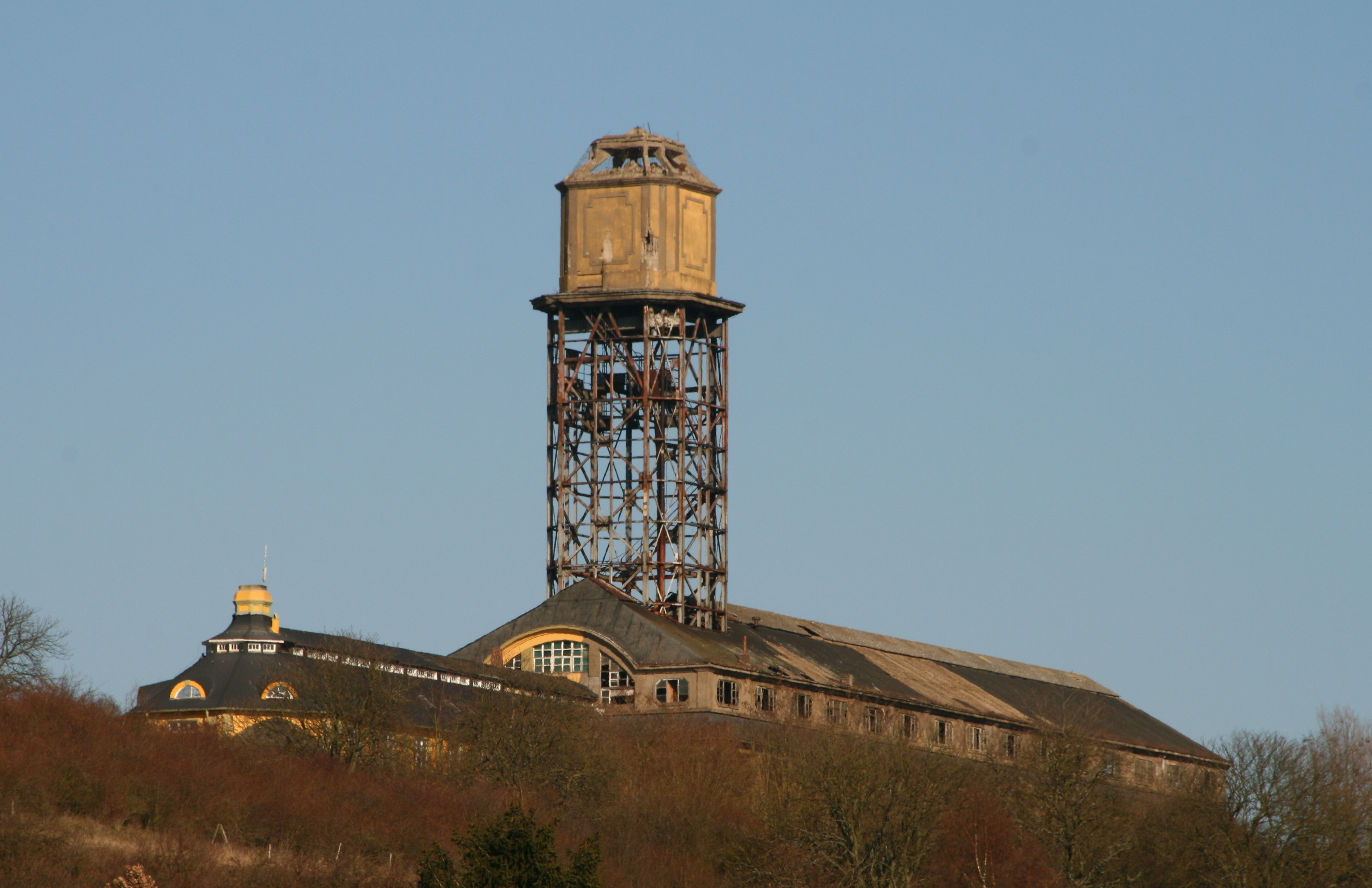
Förderturm nach Entfernung der Eindeckung sowie der abschließenden Feuerschale
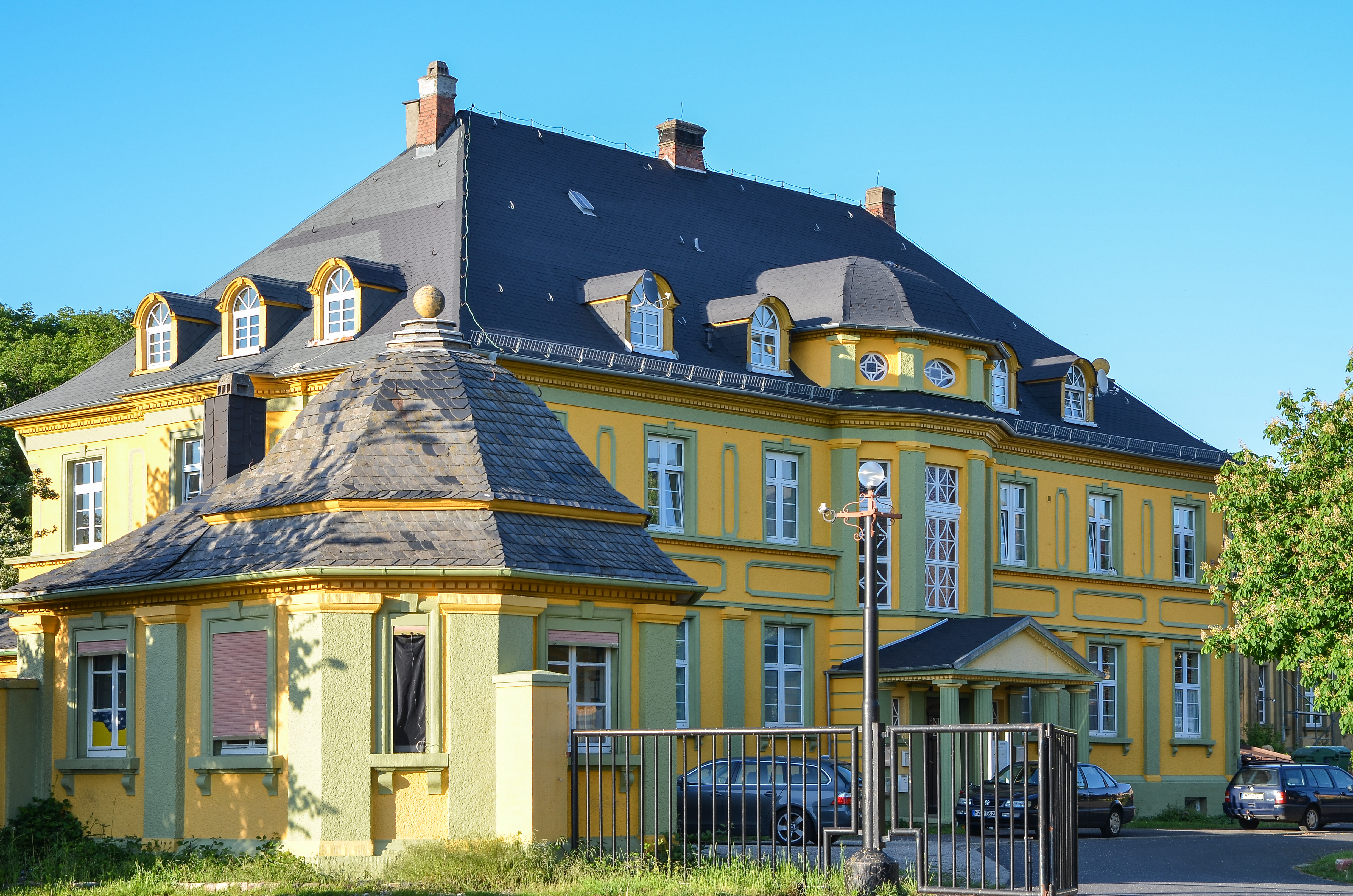
Pförtnerhaus und Zechenhaus/Direktorensitz
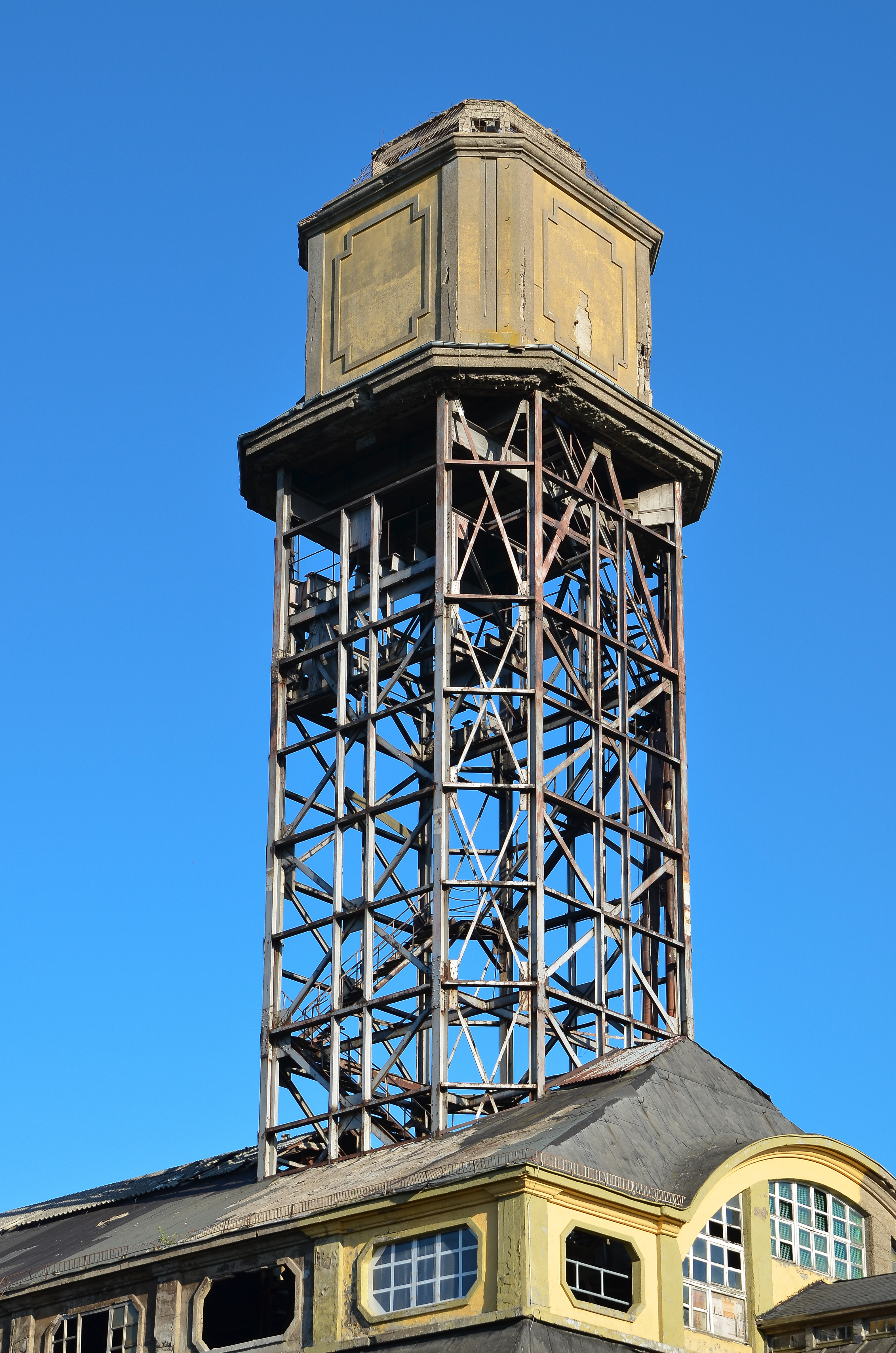
Förderturm Detail
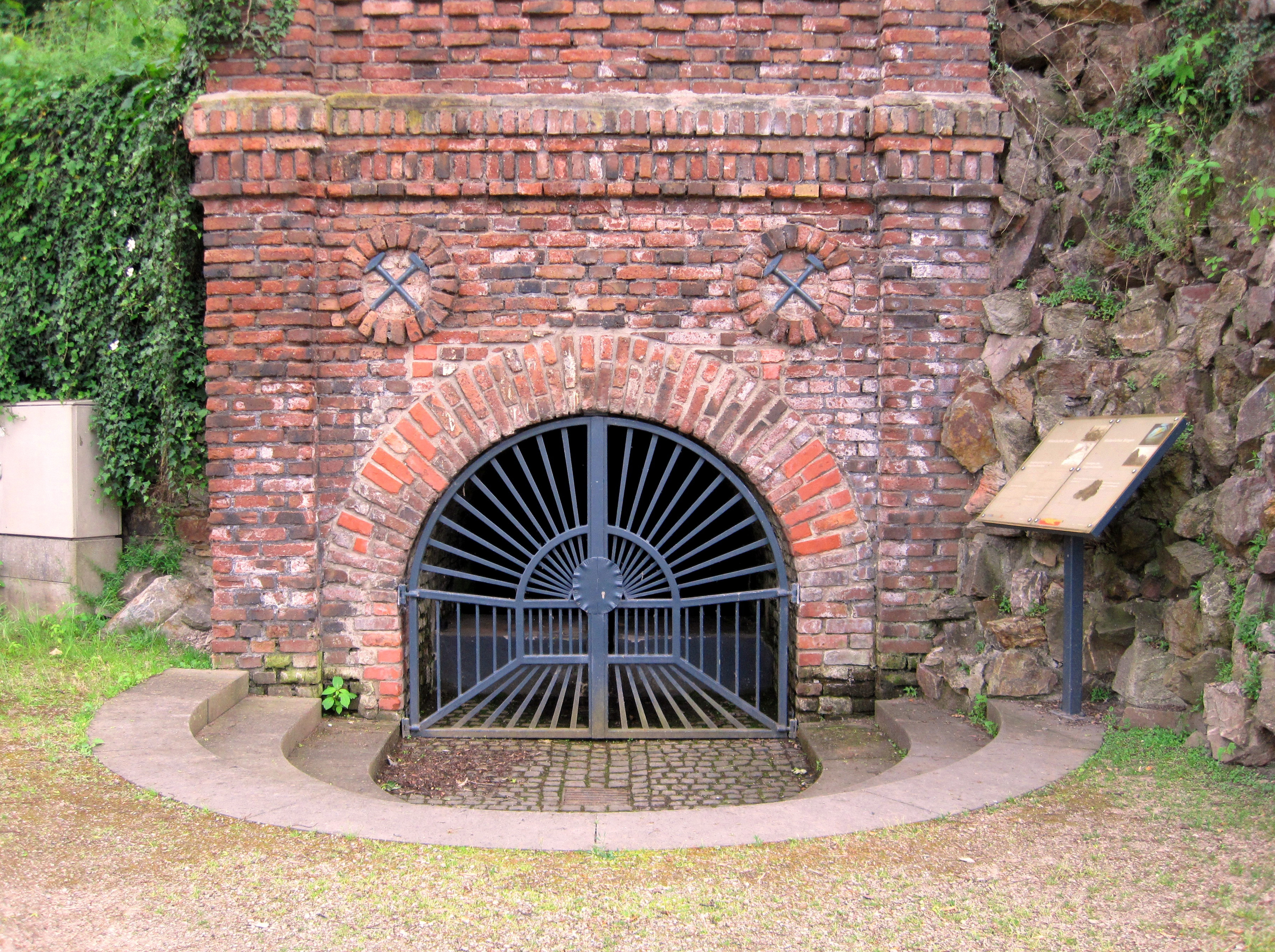
Bingerlochstollen